# Caterina de Julianis
Caterina de Julianis (Napoli, 1670 circa – 1742) è stata una scultrice italiana.

## Biografia
Allieva di Gaetano Zummo, artista siciliano alle dipendenze del Granduca di Toscana, fu esponente della tradizione napoletana dei teatrini, che contribuì a diffondere in Spagna. Abile ceroplasta, si distinse per le sue sculture di bambini in cera colorita e per soggetti lugubri, come i cimiteri con cadaveri, tema ricorrente nella Napoli dell'epoca, e una cruenta immagine di un malato di sifilide.
Si cimentò inoltre nella creazione di fiori di seta al naturale. Nella sagrestia della Chiesa di San Severo al Pendino si trovavano sei delle sue opere in cera, quali due Madonne col Bambino in posizioni diverse, un Ecce Homo a mezza figura, un San Domenico disputante con gli albigesi, una Santa Rosa da Lima e l'interno di un cimitero con dei cadaveri. Altre sue opere sono presenti nella Chiesa di Santa Maria Succurre Miseris ai Vergini e nella Basilica dell'Immacolata. Suoi sono anche 4 composizioni in cera, esposte in altrettanti scarabattoli dell'epoca, custodite nella Basilica di Maria SS. Immacolata di Catanzaro, in Calabria: l’Adorazione dei Pastori, l’Adorazione dei Magi, Memento mori e la Deposizione di Cristo .
A lei sono attribuiti un Ecce Homo in bassorilievo lavorato in cera presente nella Chiesa dei Girolamini, una testa dell'Addolorata nella Chiesa di Santa Rosa a Regina Coeli, a Napoli, e un Cristo morto nel Castello Baronale di Acerra. Sua potrebbe essere inoltre una testa del Salvatore nella Chiesa della Purificazione di Maria altrimenti detta La Candelora.